# Ballesteros
Ballesteros (Bayan ng Ballesteros) är en kommun i Filippinerna. Kommunen ligger på ön Luzon, och tillhör provinsen Cagayan. Folkmängden uppgår till 27 534 invånare.

## Barangayer
Ballesteros är indelat i 19 barangayer.
| - Ammubuan - Baran - Cabaritan East - Cabaritan West - Cabayu - Cabuluan East - Cabuluan West - Centro East (Pob.) - Centro West (Pob.) - Fugu | - Mabuttal East - Mabuttal West - Nararagan - Palloc - Payagan East - Payagan West - San Juan - Santa Cruz - Zitanga |